# Bom Sucesso (São Tomé)
Bom Sucesso é uma aldeia de São Tomé e Príncipe, localiza-se no distrito de Mé-Zóchi, ilha de São Tomé, próxima às localidades de Monte Café, São José, Nova Moca e de São João.